# Тањир
Тањир је реч која означава кухињску посуду, специфичног конусног облика, за послуживање хране. Поред речи тањир користе се изрази: тањур, пладањ или плитица. Сама реч Тањир потиче од арапске речи tannur.
Тањири су се раније производили искључиво од керамике и метала. Касније су прављени и од порцелана да би се данас за њихову израду користило и стакло и разне врсте пластичних маса. Веома су цењени тањири од кинеског порцелана са украсним шарама које могу бити и позлаћене.
Тањири могу бити: плитки и дубоки. Плитки тањири се користе за чврсту храну (месо, пециво...). Плитки тањири мањих димензија називају се још и тацне и служе углавном за колаче или десерт. Дубоки тањири се користе углавном за течну храну (супе, чорбе, течна јела...).

## Дизајн

### Материјали
Тањири се обично праве од керамичких материјала као што су коштани порцулан, порцелан, глинено посуђе и камено посуђе, као и од других традиционалних материјала као што су стакло, дрво или метал; повремено је коришћен камен. Упркос низу пластичних и других савремених материјала, керамика и други традиционални материјали остају најчешћи, осим за специјализовану употребу као што су тањири за малу децу. Порцелан и коштани порцулан некада су били луксузни материјали, али данас њих може да приушти већина светске популације. Јефтине металне плоче, које су најтрајније, остају уобичајене у земљама у развоју. Плоче за једнократну употребу, које се често праве од пластике или папирне масе или композита (папир обложен пластиком), измишљене су 1904. године и дизајниране су да се користе само једном. Такође се може користити меламинска смола или каљено стакло као што је Корел.

### Величина и тип
Како се повећавала доступност хране, повећавале су се и величине тањира. Повећање пречника типичног тањира за вечеру се процењује на 65% од 1000. године.
Модерни тањири за послуживање хране долазе у различитим величинама и типовима, као што су:
- Тањир за вечеру (такође пун тањир, тањир за месо, тањир за јело): велики тањир пречника 9–13 инча,[5] само су већи тањири за бифе/сервирање. Ово је главни (понекад једини) појединачни тањир, током његовог нестанка у Европи, до чега је дошло падом Римског царства, након чега су коришћене плоче за сечење обично направљене од дрвета. Регуларни тањири су се вратиле у моду на француском двору под Франсоом I од Француске око 1536;[6]
- Тањир за салату може бити округао, пречника 7 - 8,5 in у пречнику,[7] или је предвиђен да буде постављен десно од пуног тањира, овај потоњи обично има облик полумесеца (отуда и други назив, тањир полумесеца); [7]
- Тацна за чај је мали тањир са удубљењем за шољу и пречником од 6 in (15 cm). Демитас тањир или тањир за кафу је пречника 4,5 in (11 cm)
- Тањир за супу има пречник од 9 in (23 cm),[8] много је дубљи и има широк обод („усну“). Ако усна недостаје, као што се често виђа у савременом посуђу, то је „здела за супу“. Може се користити и за десерте.
- Тањир за ручак, типично пречника 9–9,5 инча, испао је из популарности крајем 19. века, заједно са ручковима за даме;[9]
- Сервисни тањири (такође тањир за бифе, покровни тањир, називи су за различите употребе овех тањира у прошлости и садашњости)[10]). Ови тањири се обично стављају испод посебног тањира која се користи за држање хране, те су највећи и стога најскупљи тањири у сету, пречника 11–14 инча са отвором од 8–9 инча. Старински тањири су били мањи, са величином од 9 in (23 cm) и удубином од 6–6,5 инча,[11]. Због различите употребе модерни бонтон дозвољава употребу тањира за послуживање за главно јело у неформалном трпезаријиском распореду (стога и веће удубљење), док је у старим временима (и модерној свечаној трпези) сервисни тањир служио само као основа за предјело и супу.[12]

## Галерија
- Колекционарска плоча из Француске из доба Првог светског рата, са портретима Поенкареа, Џорџа V, Николе II и Алберта I.
- Тањир који је сувенир Марежадске фијеста, који је направило предузеће Жермер фини порцелани из Итажаја, Бразил.
- Божићни тањир из 1937. произвођача Königliche Porzellan Manufaktur, Берлин
- Гало-римски сребрни тањири у Гало-римском музеју Лион-Фурвјер (Лион, Француска)
- Тањир за супу, порцелан из Мајсена из 19. века
- Сподски тањир, Стоке-он-Трент, Енглеска око 1792-94
- Стаклени емајл на металу
- Челични тањир
- Геометријски тањир Сеусо блага
- Румунски украсни тањир са традиционалним моделом
- Персијски тањир или јело са приказом краља у лову
- Типични папирни тањир
- Метални тањир оријенталног стила, Музеј Семберије у Бијељини